# Liste von Brücken in Hamburg/R

## R
| Foto | Name, Kurzbeschreibung | Nutzung                       | (Erst)Bau | Stadtteil, Lage                                              |
| ---- | --- | ----------------------------- | --------- | ------------------------------------------------------------ |
|      | Randersweidebrücke Diese Brücke führt die gleichnamige Straße über die Kampbille. Der Name Randersweide bezeichnet eine „Weide, die an einer Grenze liegt“. | Straße                        |           | Bergedorf (53° 28′ 48″ N, 10° 11′ 54″ O)                     |
|      | Rathenaubrücke Diese Brücke hieß ursprünglich „Westliche Skagerrakbrücke“ und führt über den Skagerrakkanal im Stadtteil Alsterdorf. Die Brücke wurde im Jahr 1958 nach dem Schriftsteller und Politiker Walther Rathenau benannt.                                                                                  | Straße                        |           | Alsterdorf (53° 36′ 25″ N, 9° 59′ 49″ O)                     |
|      | Ratsmühlendammbrücke Mit dieser Brücke quert die gleichnamige Straße die Alster. | Straße                        |           | Ohlsdorf, Fuhlsbüttel (53° 37′ 34″ N, 10° 1′ 44″ O)          |
|      | Reesendammbrücke Die Brücke überspannt die Kleine Alster in der Verlängerung des Jungfernstiegs und steht unter Denkmalschutz. | Straße.                       | 1843/44   | Hamburg-Altstadt, Neustadt (53° 33′ 8″ N, 9° 59′ 38″ O)      |
|      | Reginenortbrücke Überspannte die westliche Einfahrt des Müggenburger Kanals. Die Brücke stand unter Denkmalschutz. Der Eisenbahnbetrieb wurde 2009 eingestellt, der Fußweg über die Brücke 2020 gesperrt und die Brücke selbst im Jahr 2024 abgerissen.                                                             | Eisenbahn                     | um 1905   | Veddel (53° 31′ 17″ N, 10° 1′ 41″ O)                         |
|      | Reichstagsbrücke Diese Brücke überquert den Inselkanal und verbindet die Straßen Kugelfang und Inselstraße. Sie wurde in Erinnerung an den Hamburger Reichstagsabgeordneten Wilhelm Metzger (SPD) benannt. Ursprünglich stand hier – ab 1914 – eine Holzbrücke, die 1954 durch eine Stahlbetonbrücke ersetzt wurde. | Straße                        |           | Alsterdorf (53° 36′ 24″ N, 9° 59′ 36″ O)                     |
|      | Reiherstiegbrücke Diese Brücke quert den Reiherstieg nahe der Ellerholzbrücke. | Eisenbahn                     |           | Kleiner Grasbrook, Steinwerder (53° 31′ 38″ N, 9° 58′ 36″ O) |
|      | Reiherstieg-Klappbrücke Mit dieser Klappbrücke quert die Neuhöfer Straße den Reiherstieg. | Straße                        |           | Wilhelmsburg (53° 30′ 45″ N, 9° 58′ 17″ O)                   |
|      | Reimersbrücke (R124) Mit dieser Brücke quert die Reimerstwiete das Nikolaifleet. Angeblich handelt es sich um die älteste, mit Sicherheit jedoch um eine der ältesten Brücken Hamburgs. | Fußweg                        |           | Hamburg-Altstadt (53° 32′ 47″ N, 9° 59′ 29″ O)               |
|      | Reitbrooker Mühlenbrücke (R141) Diese Brücke wurde 1976 errichtet und verbindet den Reitbrooker Deich mit dem Allermöher Deich. Sie führt über die Dove Elbe. | Straße                        |           | Reitbrook, Allermöhe (53° 28′ 3″ N, 10° 10′ 23″ O)           |
|      | Reiterbrücke Diese Fußgängerbrücke führt den Alsterwanderweg über die Alster. Sie wurde früher im Wesentlichen von Sportreitern benutzt. Dabei handelte es sich um wohlhabende Hamburger, die ihre Pferde in den Reitställen der Bauern von Klein Borstel untergestellt haben.                                      | Straße                        |           | Fuhlsbüttel (53° 37′ 58″ N, 10° 2′ 7″ O)                     |
|      | Reitschleusenbrücke Die Brücke führt von Ochsenwerder in das Naturschutzgebiet Die Reit. Daran lehnt sich auch die Benennung an. | Straße                        |           | Ochsenwerder, Reitbrook (53° 28′ 35″ N, 10° 6′ 14″ O)        |
|      | Rentzelstraßenbrücke Die Brücke ist nach der Rentzelstraße benannt. Sie überquert die Gleise Hamburg-Altonaer Verbindungsbahn in Nähe des Hamburger Fernsehturms. | Straße                        |           | St. Pauli, Rotherbaum (53° 33′ 50″ N, 9° 58′ 37″ O)          |
|      | Rethe-Klappbrücke, 2016 als Ersatz für die Rethe-Hubbrücke fertiggestellt. Die Brücke überquert die Rethe und verbindet die Hohe Schaar mit Neuhof | Straße, Fuß/Radweg, Eisenbahn | 2016      | Wilhelmsburg (53° 30′ 14″ N, 9° 57′ 58″ O)                   |
|      | Richardstraßenbrücke Mit dieser Brücke überquert die gleichnamige Straße den Eilbekkanal. Die Brücke steht unter Denkmalschutz. | Straße                        | um 1890   | Uhlenhorst, Barmbek-Süd (53° 34′ 11″ N, 10° 2′ 16″ O)        |
|      | Robert-Schuman-Brücke (R435) Erbaut ursprünglich als Wandsbeker Rathausbrücke, seit 1988 benannt nach Robert Schuman; überspannt im Verlauf des Ring 2 die Gleise der Bahnstrecke Hamburg-Lübeck und ist nur für Kraftfahrzeuge befahrbar; für Fußgänger und Radfahrer besteht ein Tunnel unter den Gleisen.        | Straße                        |           | Wandsbek, Marienthal (53° 34′ 8″ N, 10° 4′ 23″ O)            |
|      | Rolandsbrücke (R265) ehemalige Brücke, überspannte das Reichenstraßenfleet, das 1877 zugeschüttet wurde; heute nur noch Straßenname | Straße                        |           | Hamburg-Altstadt (53° 32′ 55″ N, 9° 59′ 40″ O)               |
|      | Rönnhaidbrücke Die Rönnhaidbrücke wurde zwischen 1969 und 1970 errichtet. Es ist eine Fußgängerbrücke, die das Einkaufszentrum Hamburger Meile mit dem U-Bahnhof Hamburger Straße verbindet. | Fußweg                        |           | Barmbek-Süd (53° 34′ 32″ N, 10° 2′ 8″ O)                     |
|      | Roosenbrücke Diese Brücke ist nach der Familie Roosen benannt, die zwischen 1832 und 1920 das umliegende Gelände – unter anderem einen Park – besaß. Mit dieser Brücke quert der Baumwall den Herrengrabenfleet. | Straße                        |           | Neustadt (53° 32′ 40″ N, 9° 58′ 51″ O)                       |
|      | Rosenbrookbrücke Doppelbrücke über die Tarpenbek, Teil des Rings 2 | Straße                        |           | Groß Borstel (53° 36′ 9″ N, 9° 59′ 10″ O)                    |
|      | Roßbrücke Mit dieser Brücke überquert der Roßweg den Roßkanal. Sie verbindet Neuhof mit Steinwerder. | Straße                        |           | Steinwerder (53° 31′ 22″ N, 9° 56′ 32″ O)                    |
|      | Rote Brücke (R305) Eine von ursprünglich drei (Rote, Blaue und Grüne), heute sechs Billebrücken (Braune, Gelbe und Schwarze Brücke), die zur Orientierung in verschiedenen Farben gestrichen sind. Es ist strittig, ob die Farbwahl den Flussschiffern oder den Arbeitern die Orientierung erleichtern sollte.      | Straße                        |           | Billstedt, Billbrook (53° 31′ 53″ N, 10° 6′ 43″ O)           |
|      | Rückersbrücke Diese Brücke ist nach dem Rückersweg benannt. Sie überquert den Mittelkanal. | Straße                        |           | Hamm (53° 32′ 58″ N, 10° 3′ 51″ O)                           |